# Tomorrowland (festival)
Tomorrowland é um grande festival anual de música eletrônica realizado em Boom, Antuérpia, na Bélgica. Acontece no parque recreativo provincial De Schorre e teve sua primeira edição em 2005, a partir de uma ideia concebida pelos irmãos Manu e Michiel Beers em 2004. Desde então, o Tomorrowland se tornou um dos mais conhecidos festivais de música do mundo. Ele ganhou inúmeros prêmios e reconhecimentos, incluindo ser votado cinco vezes seguidas como "melhor evento musical do ano" no International Dance Music Awards. O festival emprega 80 pessoas durante todo o ano para a organização e 15.000 pessoas durante o evento.
O sucesso do Tomorrowland levou à criação de festivais spin-off. De 2013 a 2015, o conceito foi brevemente exportado para os Estados Unidos, perto de Atlanta, sob o nome TomorrowWorld. Em 2015, a versão brasileira do festival conhecida como Tomorrowland Brasil foi iniciado em um terceiro país diferente. Desde 2019, o festival estabeleceu uma edição de inverno, Tomorrowland Winter, no coração da estação olímpica de Alpe d'Huez, na França.

## História

### 2005–2009

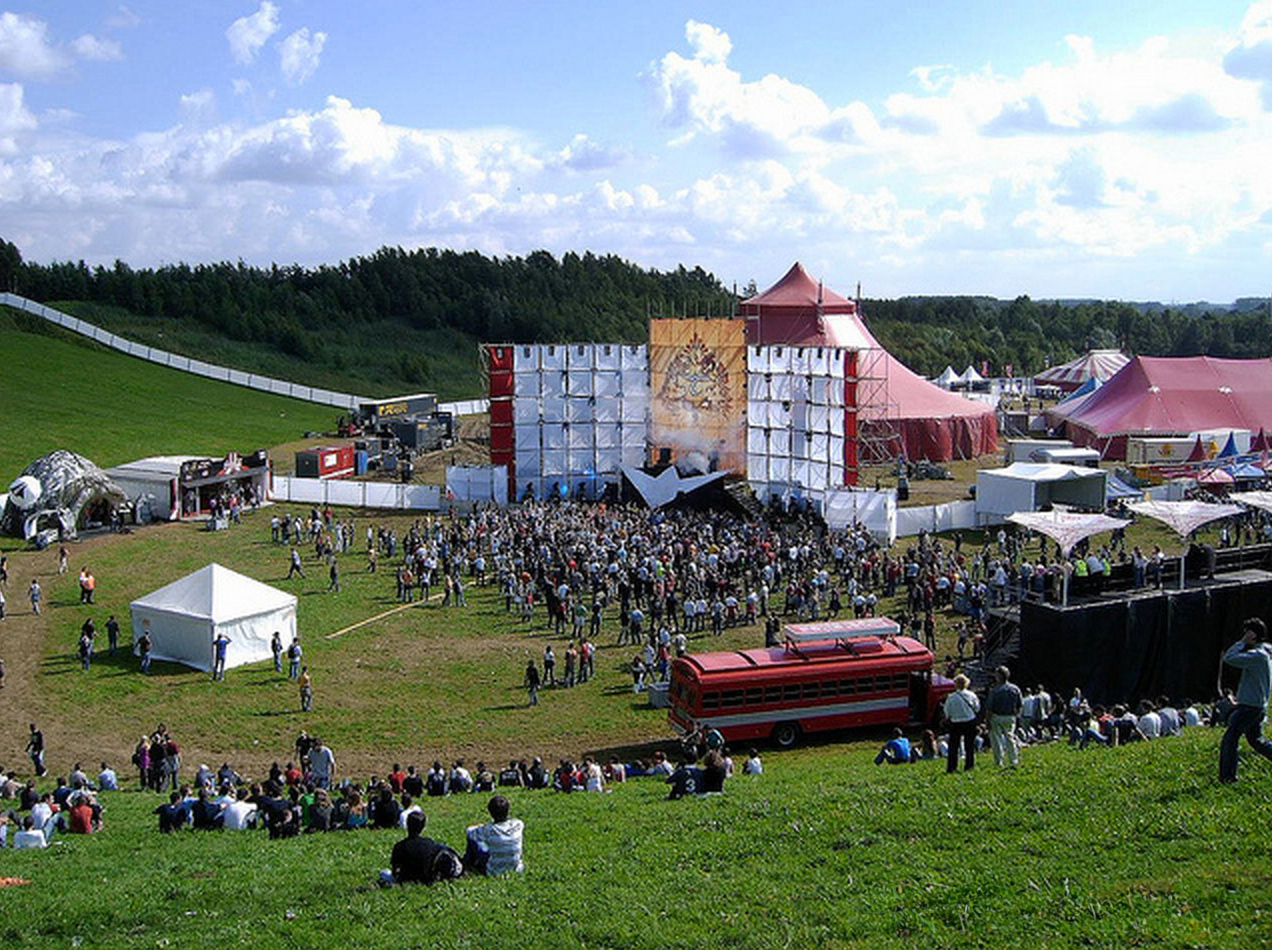
Tomorrowland 2005

A primeira edição do festival aconteceu em 15 de agosto de 2005. Manu Beers, Michiel Beers e ID&T organizaram o evento. Entre os artistas, estavam Push (M.I.K.E.), Marino Sagaert, Armin van Buuren, Cor Fijneman, Yves Deruyter, Technoboy, Yoji Biomehanika e Coone.

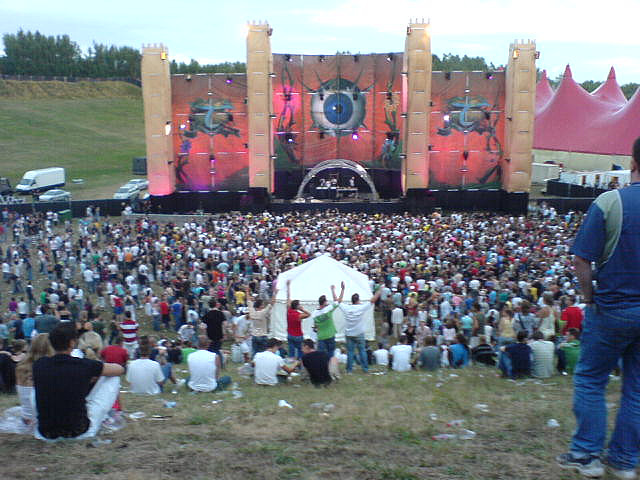
Tomorrowland 2006

O segundo festival, em 30 de julho de 2006, contou com Armin van Buuren, Marino Sagaert, Axwell, Marco Bailey, Fred Baker, David Guetta, Ruthless e DJ Zany. O DJ e produtor Paul Oakenfold também foi anunciado no pôster, mas cancelou no último momento, pois estava em turnê com Madonna na época. Emjay, produtor de "Stimulate", o hino de 2006, se apresentou no palco principal com The Atari Babies.

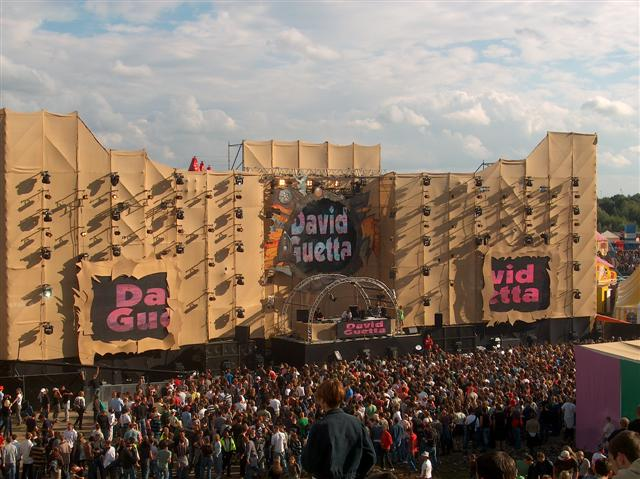
Tomorrowland 2007

No terceiro ano, o festival durou dois dias pela primeira vez em sua história, ocorrendo em 28 e 29 de julho de 2007.

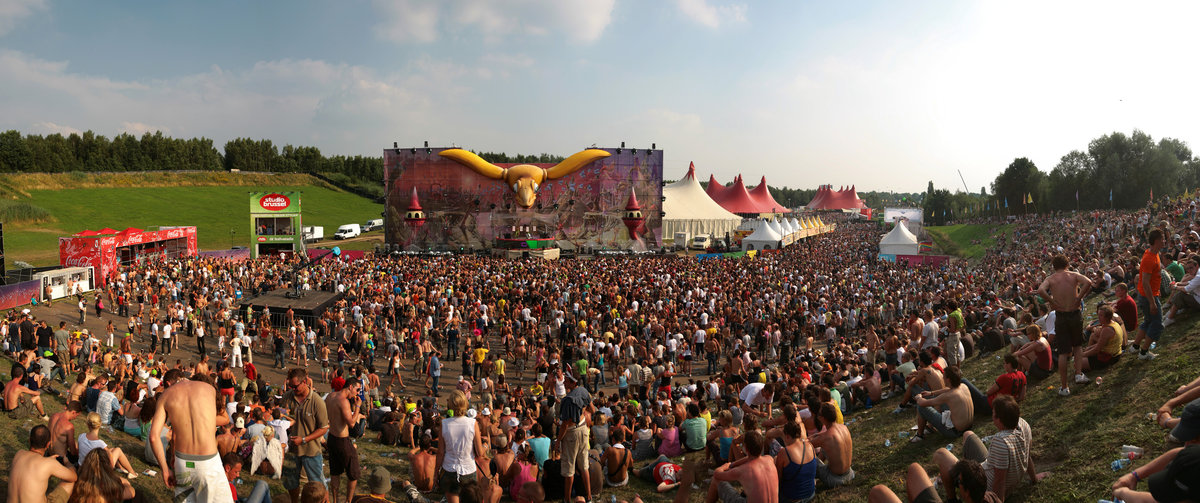
Tomorrowland 2008

Em 2008, o festival aconteceu em 26 e 27 de julho, e alcançou 50.000 visitantes.

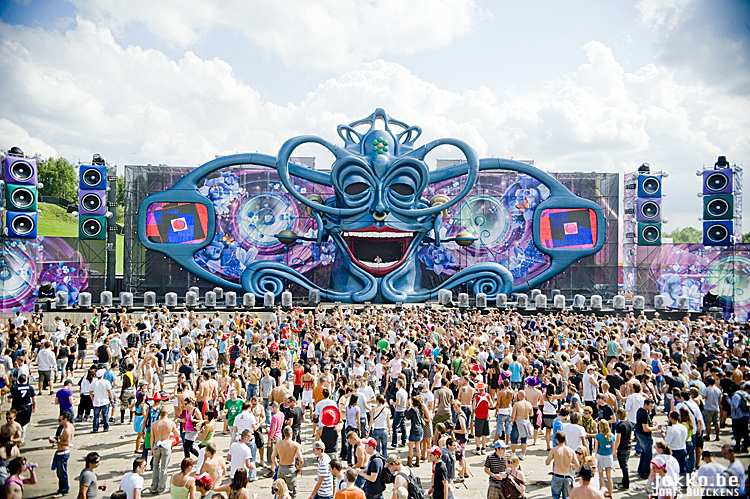
Tomorrowland 2009

Para a quinta edição, a ID&T trouxe ainda mais palcos, uma pista de esqui e muito mais. O palco "I Love the 90's" incluiu músicos da cena dance como Push, Natural Born Deejays e SASH. La Rocca se apresentou ao vivo no evento pela primeira vez. A atração especial no palco principal foi Moby. O Tomorrowland 2009 aconteceu em 25 e 26 de julho e atraiu 90.000 pessoas. O festival utilizou um tema pela primeira vez: "Masker (Máscara)".

### 2010–2014

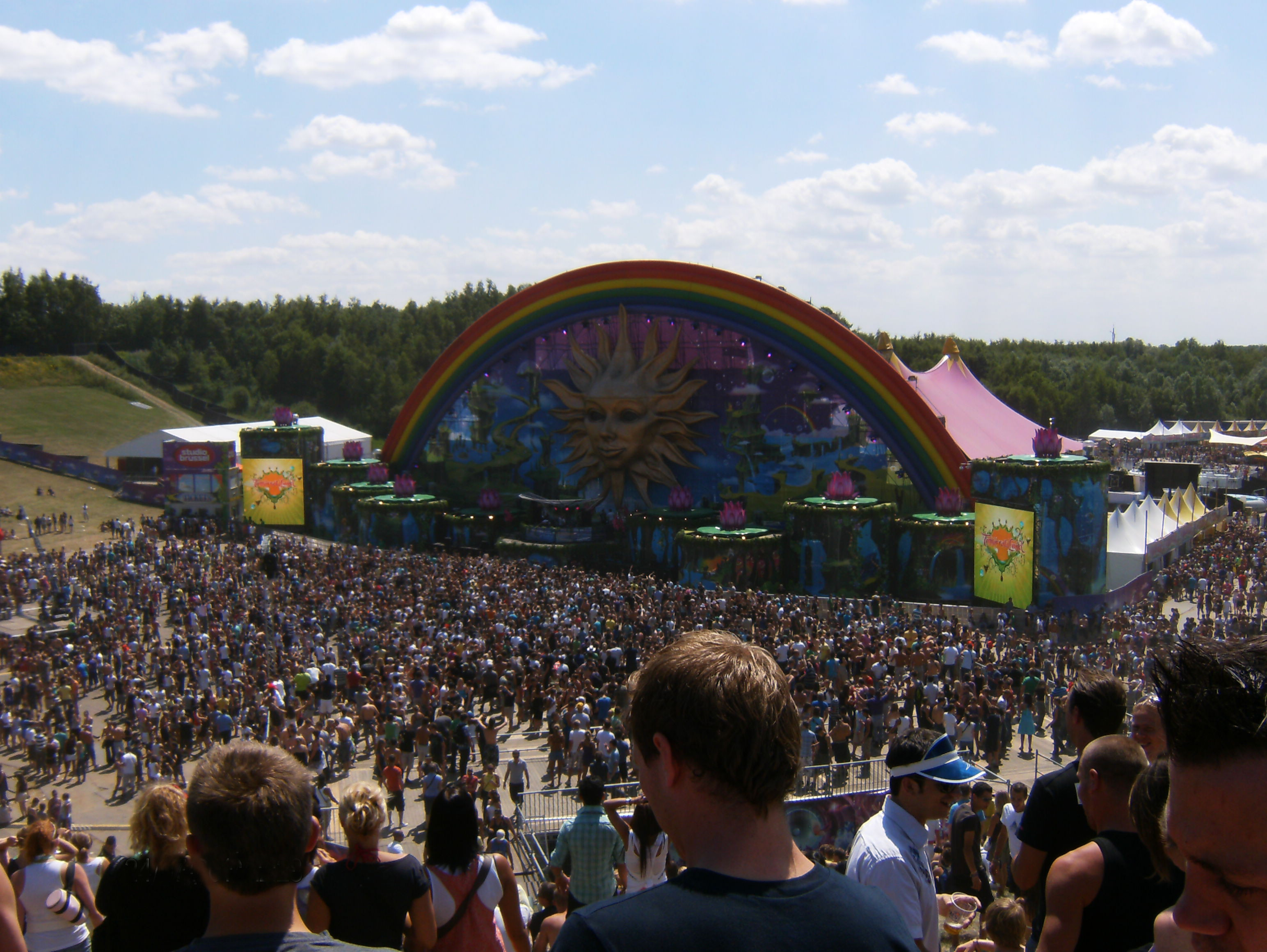
Tomorrowland 2010

O Tomorrowland 2010 esgotou dias antes do evento, registrando um público recorde de 180.000 visitantes em dois dias.[carece de fontes?] Dada Life, Dimitri Vegas & Like Mike e Tara McDonald escreveram o hino oficial desta edição "Tomorrow/Give Into The Night", apresentando a música duas vezes no palco principal após Swedish House Mafia. A faixa foi produzida por Like Mike, Dada Life e Dimitri Vegas, com a melodia vocal e letras escritas e gravadas por Tara McDonald. A música alcançou a quinta posição nas paradas comerciais belgas e é o hino de maior sucesso de vendas do Tomorrowland até hoje. O tema do festival era "Zon (Sol)" e foi indicado como Melhor Evento Musical pelo International Dance Music Awards em 2011.

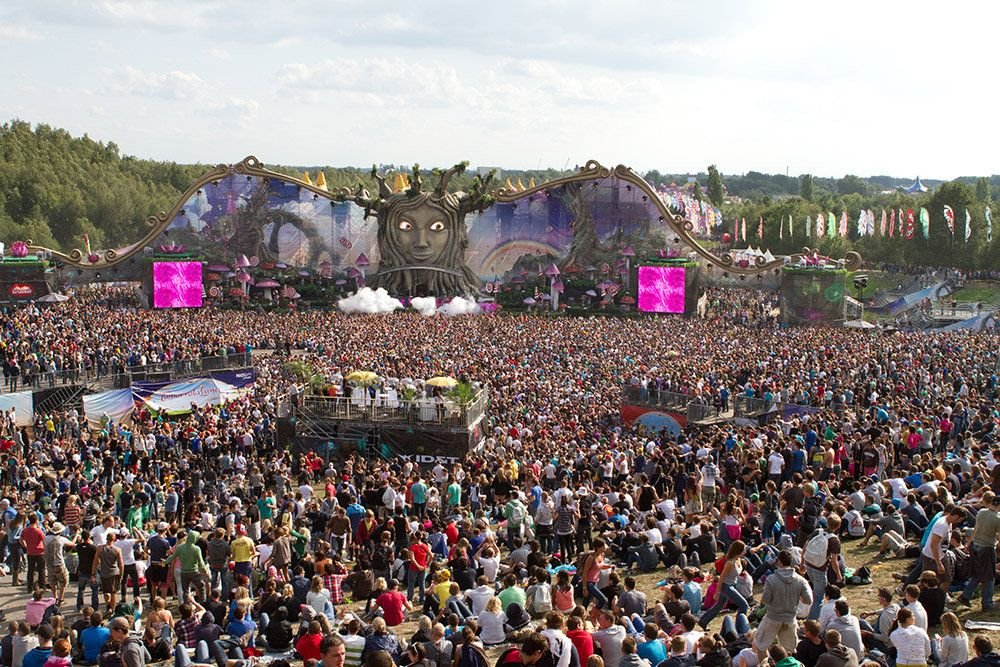
Tomorrowland 2011

O Tomorrowland 2011 marcou a expansão do festival para três dias, ocorrendo de 22 a 24 de julho. O Tomorrowland 2011 teve como tema "The Tree of Life" (A Árvore da Vida) e o hino "The Way We See The World" de Dimitri Vegas & Like Mike com a participação de Afrojack e Nervo. Entre os artistas que se apresentaram no evento estavam David Guetta, Nervo, Swedish House Mafia, Avicii, Tiësto, Hardwell, Carl Cox, Paul van Dyk, Raven Tensnake, Laidback Luke, Brodinski, Juanma Tudon, Basto, Mike Matthews e De Jeugd van Tegenwoordig. Foi eleito o Melhor Evento Musical pelo International Dance Music Awards pela primeira vez em 2012.

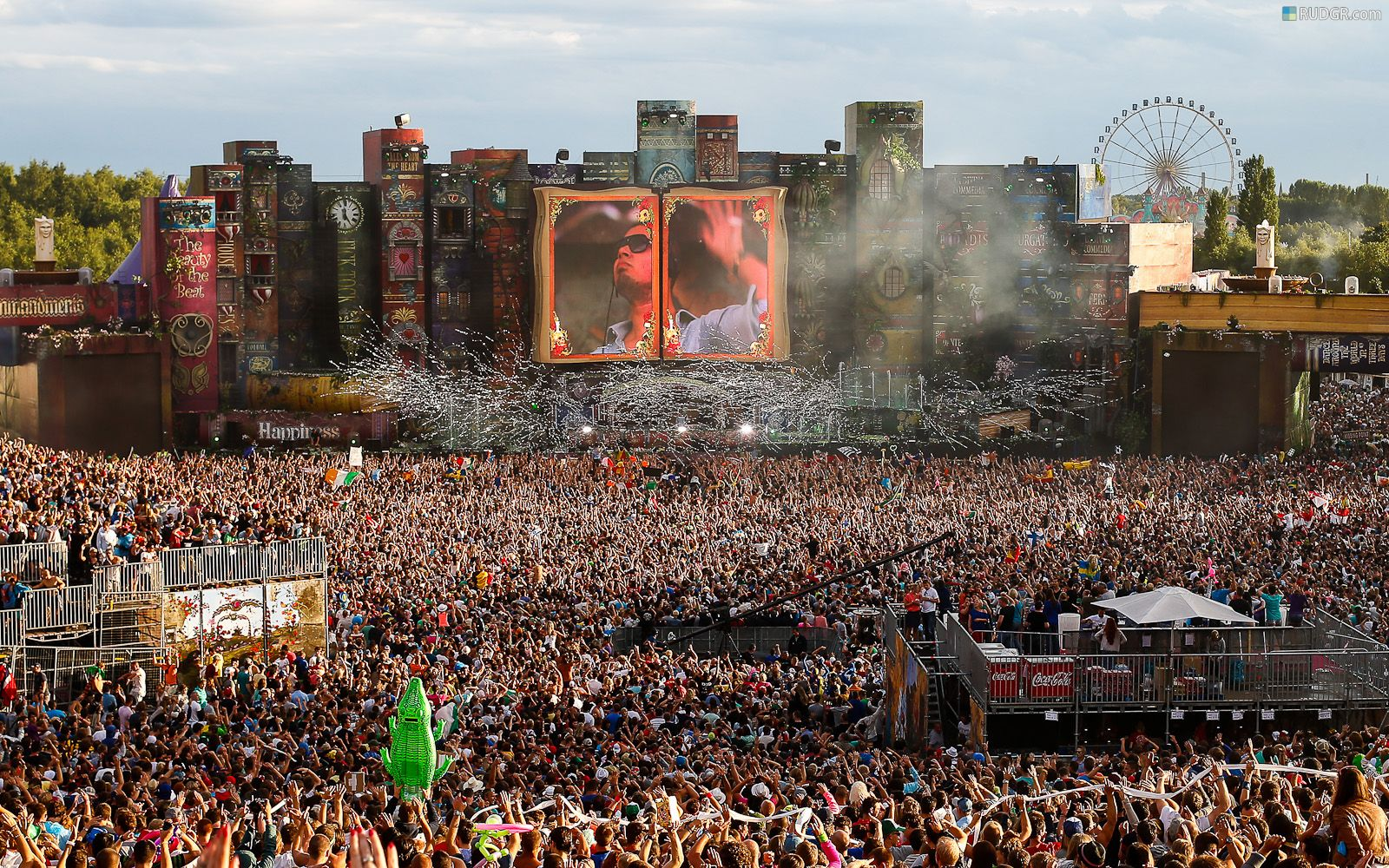
Tomorrowland 2012

O Tomorrowland 2012 ocorreu de 27 a 29 de julho. A line-up consistia em 400 DJs, como Ferry Corsten, Skrillex, Avicii, Marco Bailey, Skazi, David Guetta, Nervo, Hardwell, Swedish House Mafia, Afrojack, Steve Aoki, Juanma Tudon, Carl Cox, The Bloody Beetroots, Paul van Dyk, Martin Solveig, Chuckie, Fatboy Slim, Dimitri Vegas & Like Mike, Pendulum e LMFAO, tocando em quinze palcos a cada dia. O Tomorrowland fez uma parceria com a Brussels Airlines para oferecer pacotes de viagem exclusivos de mais de 15 cidades ao redor do mundo. Outros destaques do festival foram o Cloud Rider, a maior roda-gigante móvel da Europa, e o fato de que 25 voos foram organizados para trazer espectadores de todo o mundo para o festival. O tema do festival era "The Book of Wisdom" (O Livro da Sabedoria) e apresentava o hino "Tomorrow Changed Today" de Dimitri Vegas & Like Mike. O festival novamente ganhou o International Dance Music Awards em 2013 como Melhor Evento Musical. O Tomorrowland 2012 também ganhou o DJ Awards de Melhor Festival Internacional de Dance Music.

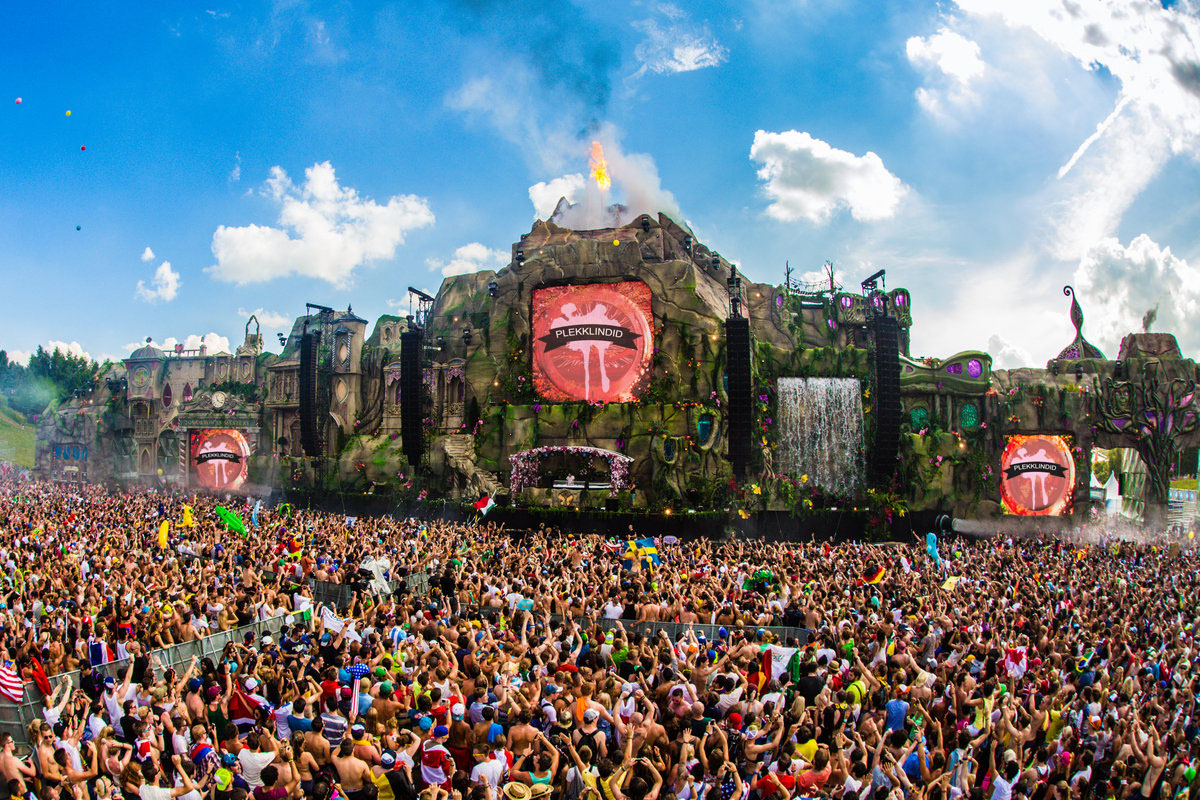
Tomorrowland 2013

O Tomorrowland 2013 aconteceu de 26 a 28 de julho. Os ingressos "Full Madness" esgotaram em 35 minutos, e o restante dos ingressos foi vendido em segundos.  O Tomorrowland novamente ofereceu seus pacotes Global Journey com a Brussels Airlines, que teve 140 voos adicionais de 67 cidades diferentes ao redor do mundo, transportando frequentadores do festival de 92 nacionalidades diferentes para Boom, na Bélgica. O hino para o Tomorrowland 2013 foi "Chattahoochee" de Dimitri Vegas & Like Mike com a participação de Maarten Vorwerk. A edição daquele ano, com o tema "The Arising of Life" (O Despertar da Vida), contou com performances de Axwell, Armin van Buuren, Hardwell, Afrojack, David Guetta, Zedd e Sebastian Ingrosso.

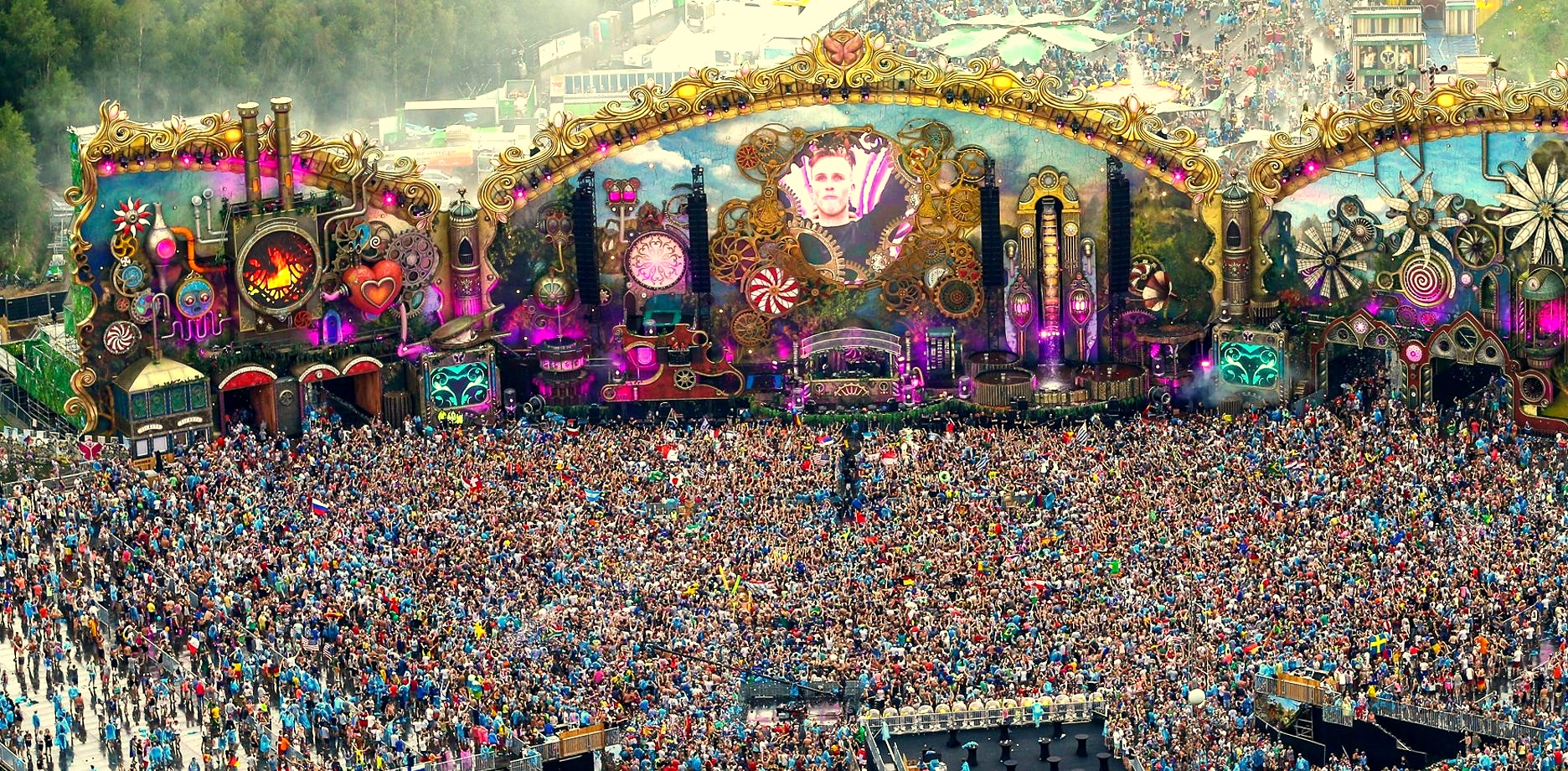
Tomorrowland 2014

Para celebrar o décimo aniversário do festival e atender à alta demanda por ingressos, o Tomorrowland 2014 foi realizado em dois fins de semana: de 18 a 20 de julho e de 25 a 27 de julho. A line-up para ambos os fins de semana foi praticamente o mesmo. Em abril de 2014, a MTV anunciou que produziria dois especiais de uma hora do MTV World Stage com apresentações do festival (a serem exibidos em agosto de 2014), e que produziria um documentário sobre o décimo aniversário da Tomorrowland. Em 16 de abril, o compositor Hans Zimmer e a Tomorrowland anunciaram que haviam produzido um hino clássico que seria estreado durante o festival. O DJ veterano Dave Clark, que comandou o segundo maior palco, acredita que um "line-up mais diversificado que cobria uma gama mais ampla de música underground" foi o principal atrativo do Tomorrowland 2014. Dimitri Vegas & Like Mike foram novamente responsáveis pelo hino do Tomorrowland, este ano trabalhando com a dupla de DJS W&W na música "Waves".

### 2015–2019

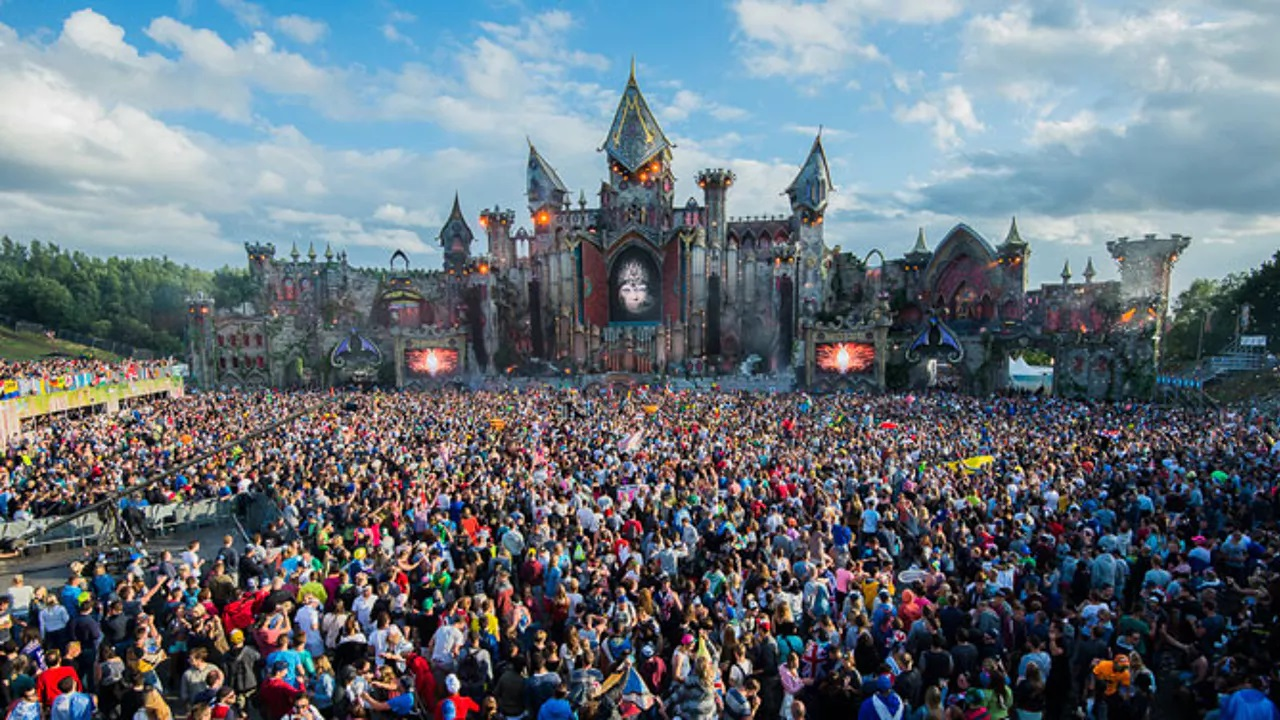
Tomorrowland 2015

A Tomorrowland 2015 ocorreu de 24 a 26 de julho. O tema do ano foi "The Secret Kingdom of Melodia" (O Reino Secreto da Melodia). Entre os artistas, estavam Avicii, Hardwell, David Guetta, Tiësto, Armin van Buuren e Carl Cox. A edição de 2016 do International Dance Music Awards concedeu ao Tomorrowland 2015 o prêmio de Melhor Festival Global pelo quinto ano consecutivo, e os leitores da DJ Magazine votaram na Tomorrowland 2015 como o Melhor Festival do Mundo. Ainda em 2015, foi lançado o documentário "This Was Tomorrow". O filme reuniu os melhores momentos das edições da Tomorrowland na Bélgica, nos Estados Unidos (TomorrowWorld) e no Brasil. Com a participação da Orquestra Nacional da Bélgica, o documentário estreou em 26 de novembro para aproximadamente 20 mil pessoas na Arena Sportpaleis, na Bélgica.

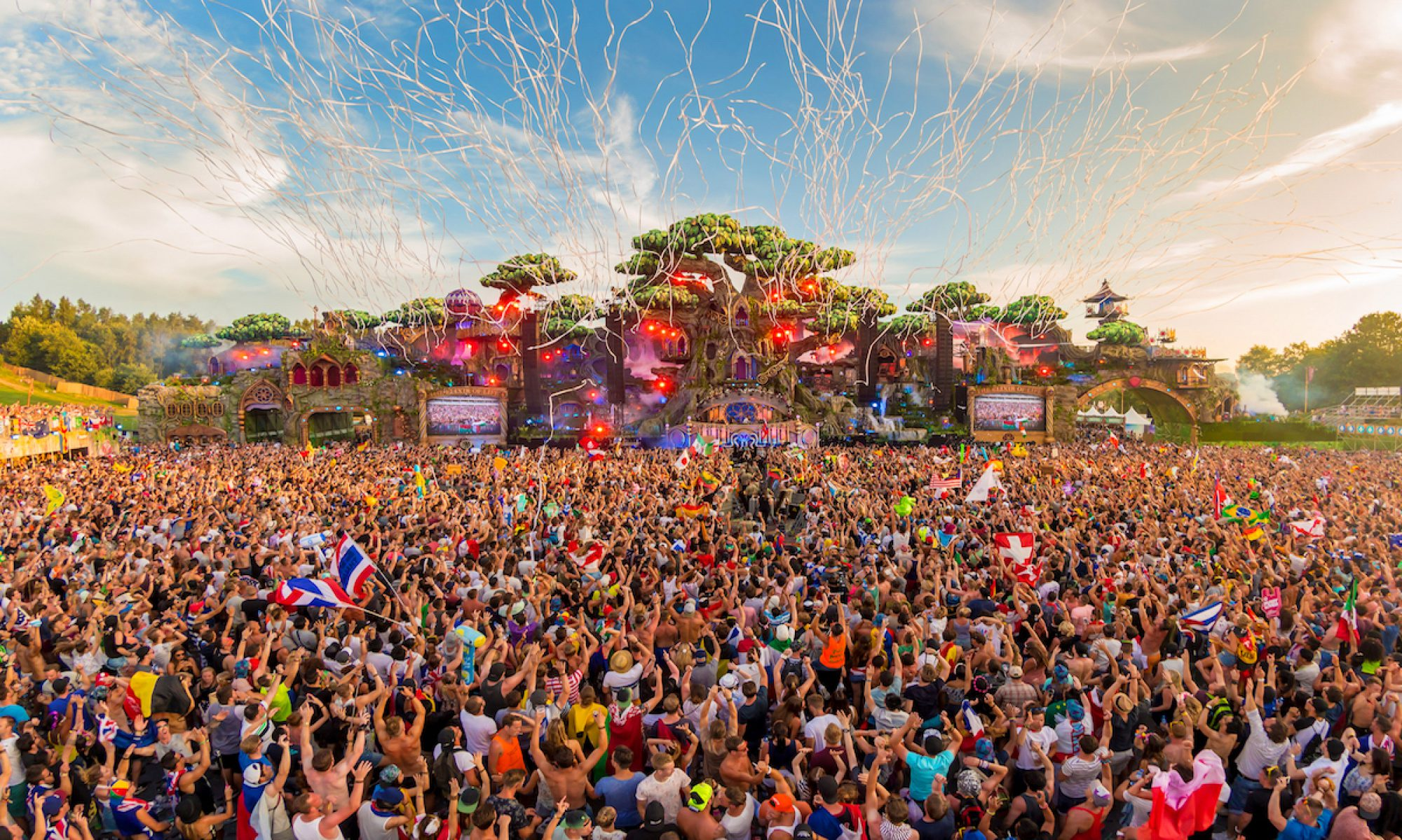
Tomorrowland 2016

A Tomorrowland 2016 aconteceu de 22 a 24 de julho, com o tema "The Elixir of Life" (O Elixir da Vida). A edição de 2016 do Tomorrowland contou com um set surpresa de Tiësto na quinta-feira anterior ao fim de semana e foi patrocinada pela Budweiser. Outros artistas incluíram Axwell Λ Ingrosso, Martin Garrix, The Chainsmokers e Dimitri Vegas & Like Mike.

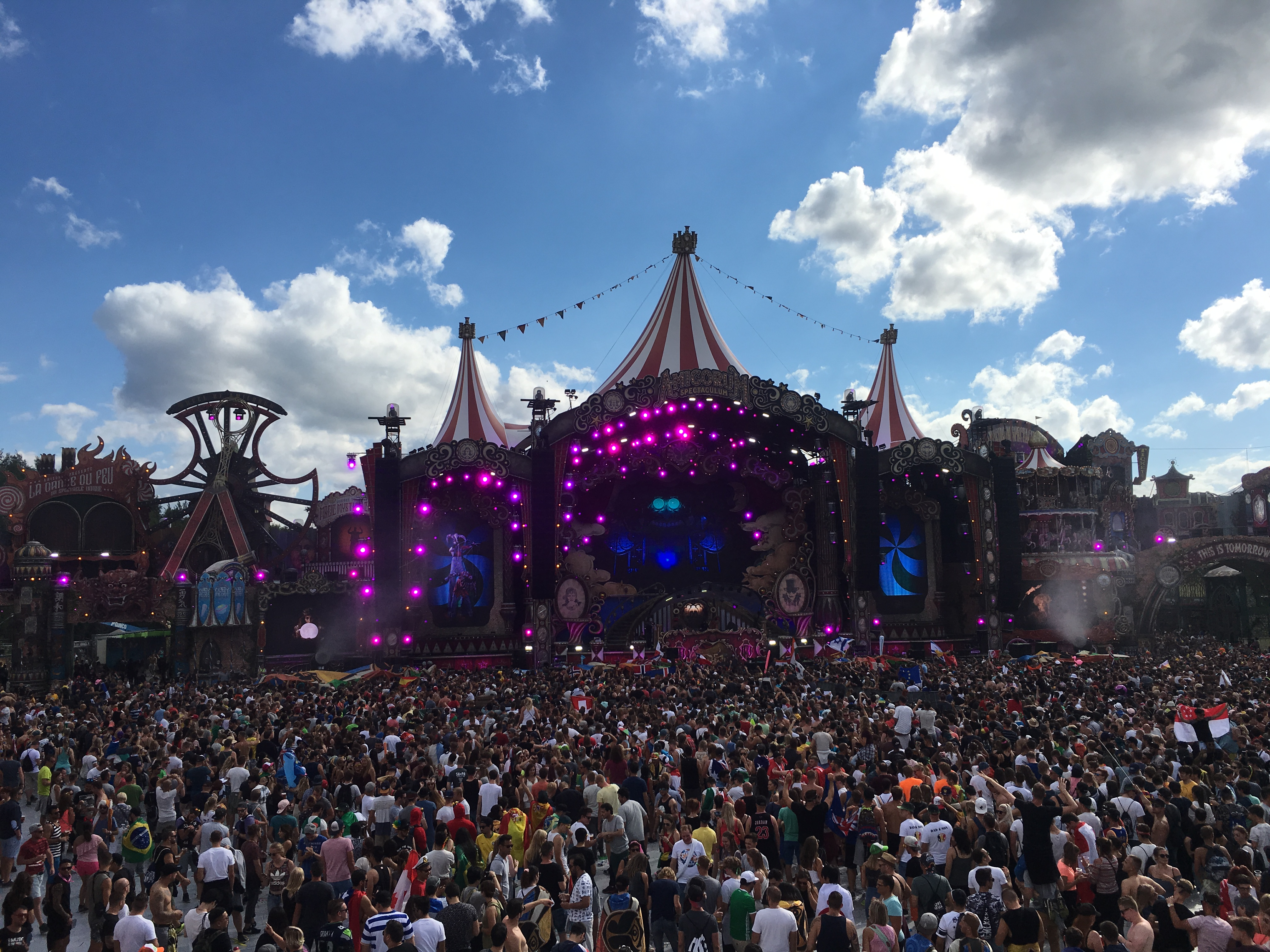
Tomorrowland 2017

A Tomorrowland 2017 expandiu para um evento de dois fins de semana, pela primeira vez desde o décimo aniversário em 2014. O tema, "Amicorum Spectaculum" (algo como "Festival da Amizade" ou "Espetáculo dos Amigos" em português), e as datas foram anunciados em janeiro de 2017, e o festival foi agendado para 21–23 e 28–30 de julho. Naquele ano, um número recorde de ingressos foi vendido; 400.000 ingressos abrangendo os dois fins de semana. O festival viu um aumento massivo no número de artistas para abranger os 16 palcos, incluindo artistas regulares do festival e novos artistas fazendo sua estreia no evento. Martin Garrix estreou sua música "Pizza" como a faixa de encerramento de seu set. A música foi originalmente pensada para ser um exclusivo do Tomorrowland antes de ser lançada como single um mês depois. Em 2017, o festival foi indicado pelo European Festivals Awards e pelo Electronic Music Awards como o Melhor Festival do Mundo. O festival também foi visitado pelo Rei Filipe e pela Rainha Matilde. No final de agosto, a Tomorrowland 2017 se tornou o maior evento musical de mídia social do mundo na época, alcançando mais de 1,2 bilhão de visualizações de mais de 200 milhões de pessoas. Os headliners regulares Armin van Buuren e David Guetta declararam o seguinte em relação às conquistas do festival:
| “ | É uma sensação incrível saber que, enquanto você está se arrepiando no MainStage na Bélgica, literalmente milhões de pessoas ao redor do mundo estão assistindo à minha performance, até mesmo organizando festas em casa e se divertindo muito também. | ” |
|   | — Armin van Buuren. |   |

| “ | Não apenas o crescimento do evento em si tem sido incrível, mas também o conteúdo que eles produzem, como a transmissão ao vivo e o after-movie. Só melhora a cada ano. Acho ótimo que as pessoas em casa possam assistir à transmissão ao vivo e vivenciar o festival como se estivessem lá. | ” |
|   | — David Guetta. |   |

Tomorrowland 2018

A Tomorrowland 2018 teve uma presença de 400.000 pessoas pelo segundo ano consecutivo nos dois fins de semana. O festival ocorreu de 20 a 22 de julho e de 27 a 29 de julho, com os ingressos para os dois fins de semana esgotando em uma hora. Os artistas do palco principal incluíram Armin van Buuren, Black Coffee, David Guetta, Dimitri Vegas & Like Mike, Alan Walker e Martin Garrix. Esta edição também marcou o retorno de Hardwell, que foi a atração principal do festival três anos após seu último set em 2015. O tema da edição de 2018 do festival foi "The Story of Planaxis" (A História de Planaxis). A Tomorrowland 2018 também teve inúmeras homenagens a Avicii para comemorar a morte do DJ sueco, que ocorreu três meses antes do festival. As músicas de Avicii "Levels" e "Wake Me Up" ficaram em segundo e oitavo lugar, respectivamente, entre as músicas mais tocadas da Tomorrowland 2018. Homenagens a Avicii vieram de Axwell Λ Ingrosso, Don Diablo, Nicky Romero e Dimitri Vegas & Like Mike. O Digital Spy descreveu o evento como "o festival mais elaborado do mundo", com o único ponto negativo sendo os preços dos ingressos.

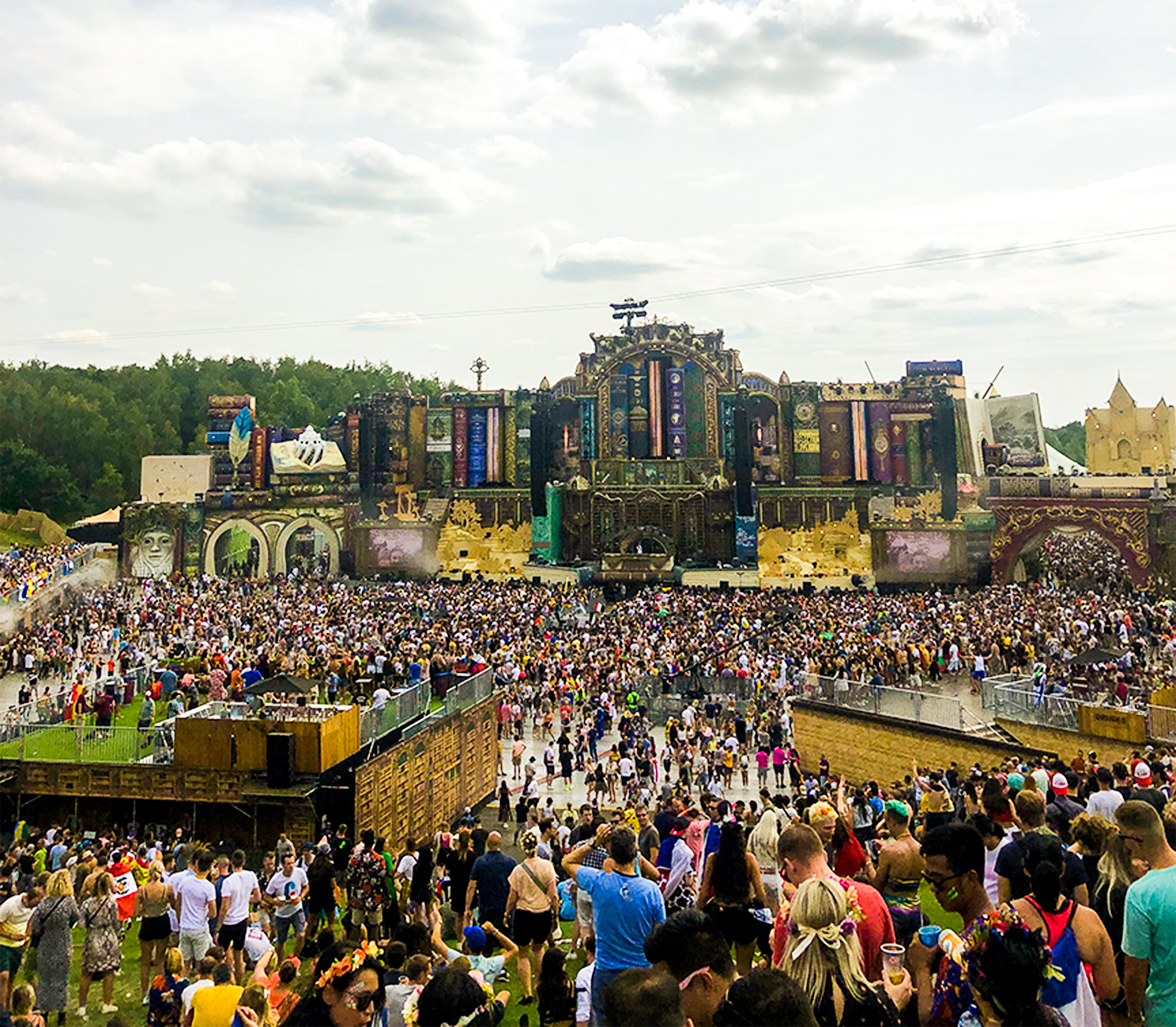
Tomorrowland 2019

Para seu décimo quinto aniversário, o Tomorrowland retornou a "The Book of Wisdom" (O Livro da Sabedoria) como tema do palco principal, usado anteriormente em 2012. O festival aconteceu de 19 a 21 de julho e de 26 a 28 de julho, e viu o retorno de artistas regulares como The Chainsmokers, Armin van Buuren, KSHMR e David Guetta. Artistas não-EDM como Bebe Rexha e ASAP Rocky também estavam no line-up; no entanto, este último teve que cancelar sua aparição após sua prisão na Suécia. O design do palco principal apresentou uma homenagem a Avicii, a quem também foram feitas homenagens no ano anterior. 200.000 cópias de um livro de fantasia de edição limitada de Sarah Maria Griffin foram distribuídas em estojos decorativos com compartimentos escondidos para os assinantes do festival. O supergrupo Swedish House Mafia era cotado para encerrar o evento após a afirmação de Steve Angello no outono do ano anterior de que o grupo tocaria no festival "a todo custo". Os rumores se fortaleceram ainda mais quando os "três pontos" característicos do grupo apareceram no line-up do Tomorrowland. No entanto, os "três pontos" foram anunciados de última hora como 3 Are Legend, levando muitos a acreditar que o grupo desistiu no último minuto. Axwell e Steve Angello alegaram que o grupo nunca foi contratado para o festival.

### 2020–presente
No ano seguinte ao aniversário, a Tomorrowland escolheu "The Reflection of Love" (O Reflexo do Amor) como seu tema, o qual havia sido sutilmente revelado no palco principal em 2019 – havia um livro com esse título perto do centro-direito do palco, com "2020" em numerais romanos. Em 15 de abril, o Tomorrowland anunciou que a edição de 2020 do festival não ocorreria devido à pandemia de COVID-19. Em 4 de junho, os organizadores anunciaram que produziriam, em vez disso, um concerto virtual conhecido como "Tomorrowland Around the World", em 25 e 26 de julho. O evento contou com performances filmadas de DJs em cenários de chroma key em Boom, Los Angeles, São Paulo e Sydney, que foram compostas em oito palcos renderizados em 3D em um mundo virtual chamado Pāpiliōnem, que utilizava a Unreal Engine. Os usuários podiam comprar uma entrada "ao vivo" ou uma entrada "relive" atrasada para assistir após o fim do evento. A Tomorrowland também organizou um festival virtual de Ano Novo em 31 de dezembro, ocorrendo das 20h às 3h em cada fuso horário.
Em 17 de março de 2021, a Tomorrowland anunciou que adiaria o retorno do festival para o último fim de semana de agosto e o primeiro fim de semana de setembro. A mudança foi uma tentativa de tornar o festival mais seguro, à luz da queda nas taxas de infecção por COVID-19 e do programa de vacinação. A mudança faria com que o festival ocorresse cinco semanas depois de suas datas habituais no final de julho. Em abril, a Tomorrowland anunciou que uma segunda edição da Tomorrowland Around the World aconteceria durante as datas tradicionais de julho. Embora a Bélgica planejasse permitir grandes eventos ao ar livre com até 75.000 pessoas a partir de 13 de agosto de 2021, em 17 de junho, os prefeitos de Boom e Rumst anunciaram conjuntamente que negariam a permissão para a Tomorrowland ser realizada, citando preocupações com viagens internacionais e a variante Delta. Em 23 de junho, o festival foi, portanto, cancelado pela segunda vez.

Tomorrowland 2022

A Tomorrowland 2022 foi expandido para três fins de semana, ocorrendo de 15 a 17 de julho, 22 a 24 de julho e 29 a 31 de julho. O tema foi "The Reflection of Love" (O Reflexo do Amor), que não pôde foi usado na edição da 2020. O festival recebeu 600.000 visitantes de 200 países.

Tomorrowland 2023

A Tomorrowland 2023 aconteceu durante dois fins de semana, 21–23 e 28–30 de julho. Mais de 600 DJs se apresentaram em 14 palcos diferentes. A line-up de julho foi anunciada em 28 de janeiro de 2023, durante o evento digital especial "Adscendo - A Digital Introduction", uma transmissão ao vivo exclusiva para todas as pessoas pré-registradas. O evento de transmissão ao vivo digital contou com performances de 30 a 60 minutos de R3HAB, Afrojack, Armin van Buuren, W&W, Amelie Lens, Ape Rave Club, Like Mike, Dom Dolla, Kölsch, Sunnery James & Ryan Marciano, Amber Broos, James Hype, Tale Of Us e Mandy.
Em 2023, a província de Antuérpia e as cidades de Boom e Rumst anunciaram que haviam chegado a um acordo com a empresa-mãe do festival, WeAreOne.World, para permitir que o Tomorrowland continuasse a acontecer em De Schorre (en) pelos próximos 66 anos.

Tomorrowland 2024

O Tomorrowland 2024 ocorreu de 19 a 21 e de 26 a 28 de julho, com 400.000 pessoas presentes, celebrando seu vigésimo aniversário.
Por ser o único grande festival que ainda usava copos descartáveis durante o verão de 2024, recebeu uma multa de 727.000 euros, divididos em 27.200 euros de multa planejada e um ganho de capital de 700.000 euros economizados por não respeitar as regras, segundo o porta-voz do Departamento do Meio Ambiente.

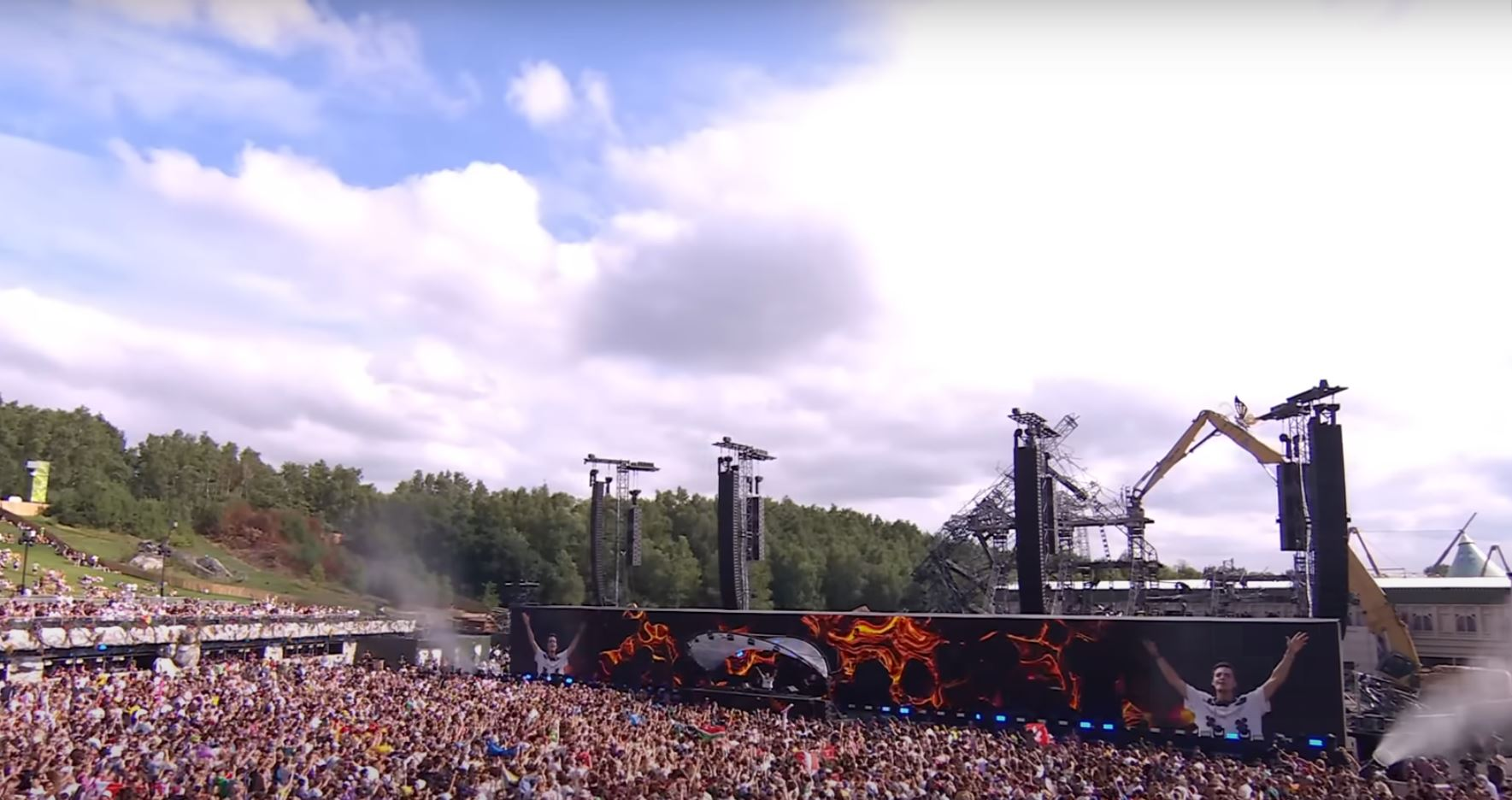
Tomorrowland 2025

Em 16 de julho de 2025, dois dias antes da abertura do primeiro fim de semana do festival daquele ano, o palco principal foi completamente destruído por um incêndio. As autoridades de Antuérpia estão investigando o incidente como um "incêndio criminoso não intencional", e nenhuma lesão foi relatada. Os organizadores declararam que estavam trabalhando para priorizar a segurança dos participantes e estavam "encontrando soluções para o fim de semana do festival". O acampamento DreamVille abriria em 17 de julho, conforme originalmente programado, e foi anunciado que um palco principal alternativo menor seria construído até sexta-feira ou sábado (com o Palco Gathering do DreamVille usado como backup para sexta-feira se não fosse concluído). O novo palco principal foi concluído para sexta-feira, consistindo em uma grande parede telões de led e uma cabine de DJ erguidas em frente ao andaime restante do palco destruído; foi relatado que foi construído usando componentes do equipamento de turnê da M72 World Tour do Metallica, que ainda estavam armazenados na Áustria.

## Tomorrowland Winter
Tomorrowland Winter (Tomorrowland de Inverno), é a versão de Inverno do festival executada na França. Foi anunciado em março de 2018, e teve como foco oferecer o melhor do festival belga com inspirações baseadas em elementos do Inverno europeu. Sua primeira edição foi realizada em 2019, com o tema "The Hymn of The Frozen Lotus" (O Hino da Lótus Congelada, em tradução direta), nos dias 9 a 16 de março. Em 2020, o festival viria a ser realizado de 14 a 21 de março, porém foi cancelado pelo Governo Francês devido a pandemia de Covid-19.
Apenas com hospedagem foi possível entrar na edição do festival, nesta edição não houve possibilidade de acampamento. Os ingressos deram acesso as áreas nas montanhas de Alpe d'Huez, onde os participantes puderam participar de ski, além dos palcos do evento. Extensões para até 7 dias estiveram disponíveis. O público esperado foi menor que sua edição principal, estimado em 30 mil.
Em 2020, também em decorrência da pandemia do Covid-19, a edição foi cancelada pelo governo francês, e em outubro do mesmo ano, foi cancelada também a edição de 2021.
Em 2022, o festival retornou entre os dias 19 e 26 de março com público de 18 mil pessoas.
Já em 2023, o festival aconteceu entre 18 e 25 de março, com público de 22 mil pessoas, mais de 100 artistas e com palcos entre 2000 metros e 3300 metros acima do nível do mar.
A quarta edição já está confirmada entre os dias 16 e 23 de março de 2024.

## Tomorrowland Brasil
Tomorrowland Brasil é a edição brasileira do festival que foi realizada na Arena Maeda, na cidade de Itu, estado de São Paulo. Sua primeira edição foi realizada nos dias 1, 2 e 3 de maio de 2015 e contou com a participação de cerca de 180 mil pessoas e 187 DJs.

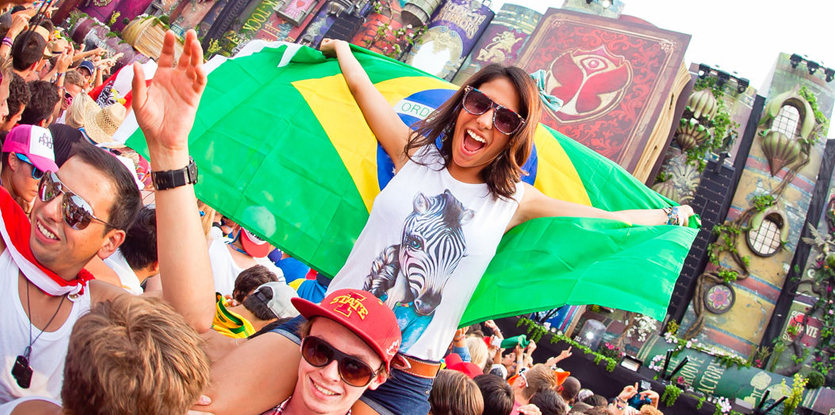
Pessoa segurando a bandeira do Brasil durante o festival

Em 2015, o palco principal apresentou o 3° capítulo do tema "The Book of Wisdom" (O Livro da Sabedoria), e contou com a participação de artistas como Alok, Armin Van Buuren, Afrojack, Blasterjaxx, Borgore, Dannic, David Guetta, Dimitri Vegas & Like Mike, Don Diablo, Ferry Corstein, Ftampa, Gui Boratto Hardwell, Laidback Luke, NERVO, Nicky Romero, Showtek, Solomun, Steve Angello, Steve Aoki, W&W. Yves V, Hardwell dentre outros.
Segundo a organizadora brasileira (Plusnetwork), o país receberia as edições do festival até 2020. Em 2016, a edição foi realizada no mesmo local da anterior, mas ocorreu em abril (diferente da edição de 2015, que aconteceu em maio), nos dias 21, 22 e 23. O tema da segunda edição foi "The Key to Happiness" (A Chave da Felicidade), que foi tema da edição de 10 anos do Tomorrowland na Bélgica, em 2014. Contando com mais de 715 mil pessoas nos três dias do festival.
Apesar das expectativas de retornar em 2017 para sua terceira edição, o festival foi cancelado dado o cenário político e econômico instável que o país se encontrava, mas com a possibilidade de ser realizado no futuro novamente no país. Em 2019, rumores apontavam que a T4F teria adquirido os direitos para realização do festival, e havia expectativa de retorno entre 2020 e 2021, mas que não se concretizara, em decorrência da pandemia do Covid-19. Enfim, após seis anos de hiato, uma nova edição foi confirmada para outubro de 2023 nos dias 12, 13 e 14, também com realização na Arena Maeda organizada com suporte do DC Set Group. A edição teve como tema "The Reflection of Love" que também marcou o retorno do festival original pós pandemia em 2022. A experiência e estrutura da edição foi fortemente afetada pelas chuvas locais, chegando a ter um dia de festival cancelado. Ainda assim, uma nova edição foi confirmada para 2024, novamente e ocorreu em outubro daquele ano
Em abril de 2024, durante uma coletiva de imprensa, o DC Set Group, empresa responsável pela organização do Tomorrowland no Brasil, confirmou a realização do festival pelos próximos 10 anos. Com isso, o evento terá no mínimo edições anuais até 2034.

## TomorrowWorld
TomorrowWorld era a edição norte-americana do festival realizada, até 2015, em Chattahoochee Hills, na Geórgia. Sua primeira edição foi realizada nos dias 27, 28 e 29 de setembro de 2013. Foi a primeira expansão do evento belga fora de suas origens na Europa. A realização do festival nos estados unidos foi oficialmente cancelada em 2016.

### 2013

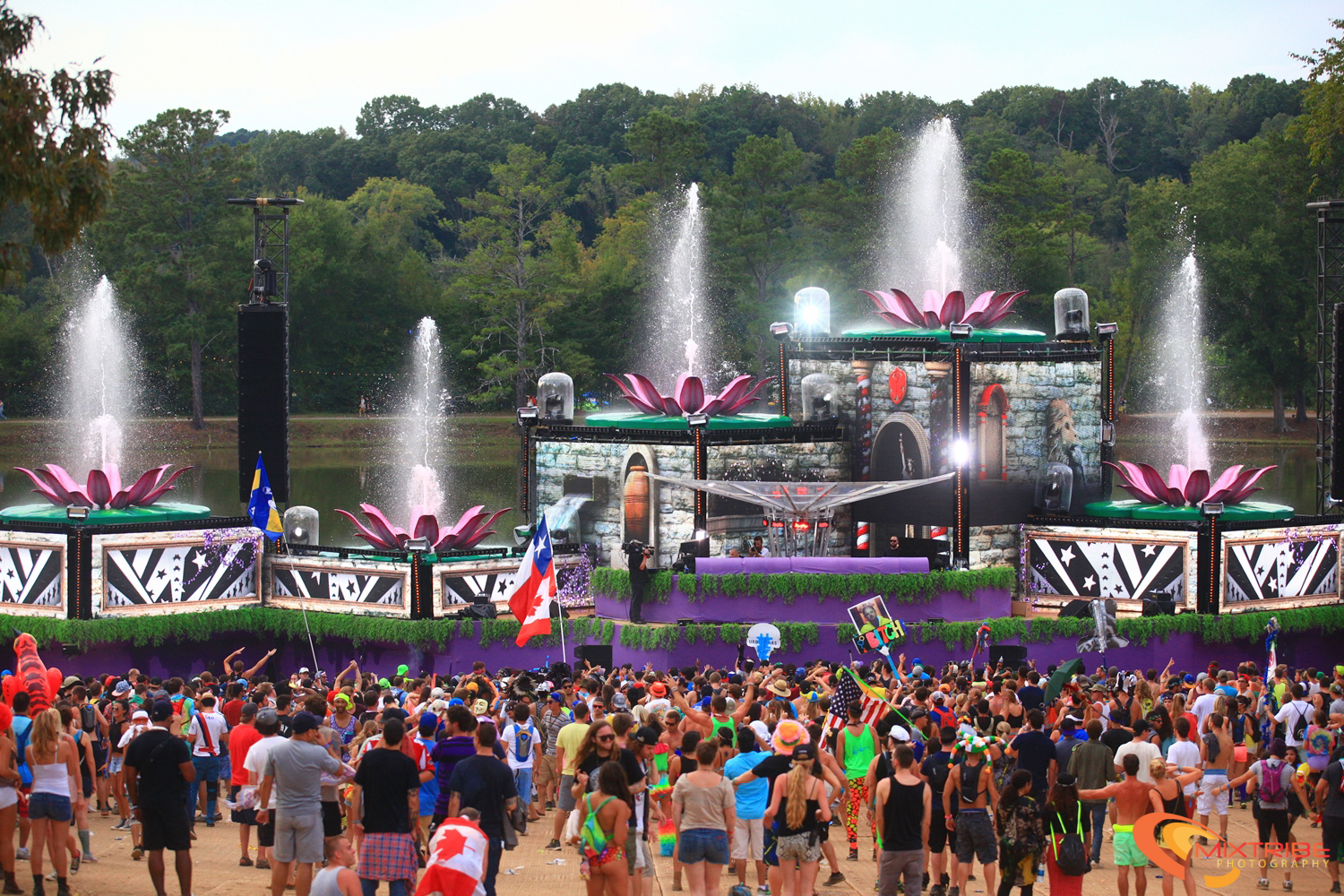
TomorrowWorld 2013

Em 2013, teve o mesmo tema que o belga de 2012, o "The Book Of Wisdom" (O Livro da Sabedoria). Na floresta de Chattahoochee Hills, próximo da cidade de Atlanta, no estado da Geórgia, o evento aconteceu nos dias 27, 28 e 29 de setembro e contou com apresentações de DJs como: David Guetta, Steve Aoki, Dimitri Vegas & Like Mike, entre outros.[carece de fontes?]

### 2014
Em 2014, teve sua segunda edição realizada novamente em Chattahoochee Hills, nos dias 26, 27 e 28 de setembro. Com o tema The Arising of Life (O Surgimento da Vida) que foi tema do Tomorrowland na Bélgica em 2013. Contou com apresentações de DJs como: Avicii, David Guetta, Dimitri Vegas & Like Mike, Diplo, Tiesto, entre outros.[carece de fontes?]

### 2015
Em 2015, o festival foi realizado também em Chattahoochee Hills, nos dias 25, 26 e 27 de setembro. O tema foi The Key to Happiness (A Chave da Felicidade), que havia sido também o tema do Tomorrowland na Bélgica em 2014. O festival passou por diversos problemas por causa do clima no local do evento. Na noite do sábado, diversas pessoas tiveram que andar bastante para pegar transporte, devido a má organização para levar as pessoas de volta do evento. O evento do dia 27 foi apresentado apenas para as quarenta mil pessoas que já estavam acampadas no local e ninguém mais pôde ingressar, por causa do mau tempo que atingiu Chattahoochee Hills. Os organizadores postaram anúncios nas redes sociais, avisando que ninguém mais poderia entrar, além dos que já estavam acampados.

### 2016
A organização do festival anunciou que o evento não ocorreria em 2016, devido a problemas com o local para realização do mesmo. Para o futuro, o festival se manteve cancelado.

## SistemaCashless
Em 2015, o festival introduziu um sistema de pagamento chamado de Cashless (Livre de Dinheiro físico). Consiste na integração de uma moeda digital para uso no festival. chamada de Pearls (Pérolas). As informações de pagamento ficam na pulseira (que também é o ingresso) e é usada nas lojas do festival para compras de comida, suvenires e outros. Essa moeda é comprada antes ou em lugares específicos do festival. e todo o dinheiro não usado é reembolsado (com exceção dos bónus) após o festival. A tecnologia usada é a RFID.

## UNITEeTastes of The World
Em 2015, o festival foi conectado com outros países através de uma experiência chamada de UNITE (Unido). Com slogan de The Mirror to Tomorrowland (Espelho para o Tomorrowland), o "evento" consiste em uma transmissão ao vivo do segundo dia da edição belga para outros países que não tem sua edição. Os primeiros países a receber foram México e Índia. Em 2016, a lista de países foi estendida e passou a receber o Japão, Colômbia, Alemanha, África do Sul e Israel, além dos anteriores.
Em 2017, a lista de países são Dubai, Alemanha, Israel, Líbano, Malta, Coréia do Sul, Espanha e Taiwan. As edições do Taiwan e da Espanha foram canceladas por imprevistos na organização. A do Taiwan recebeu alertas para o tempo no dia da realização, enquanto a da Espanha foi surpreendida com um incêndio no palco principal durante a transmissão com o evento principal, pouco antes de uma apresentação do artista Steve Aoki.
Em 2016, o festival revelou o Tastes of The World (Sabores do Mundo). Chefs selecionados levam à edição belga sabores de locais do mundo para restaurantes dentro do festival.

## The Ride to Happiness

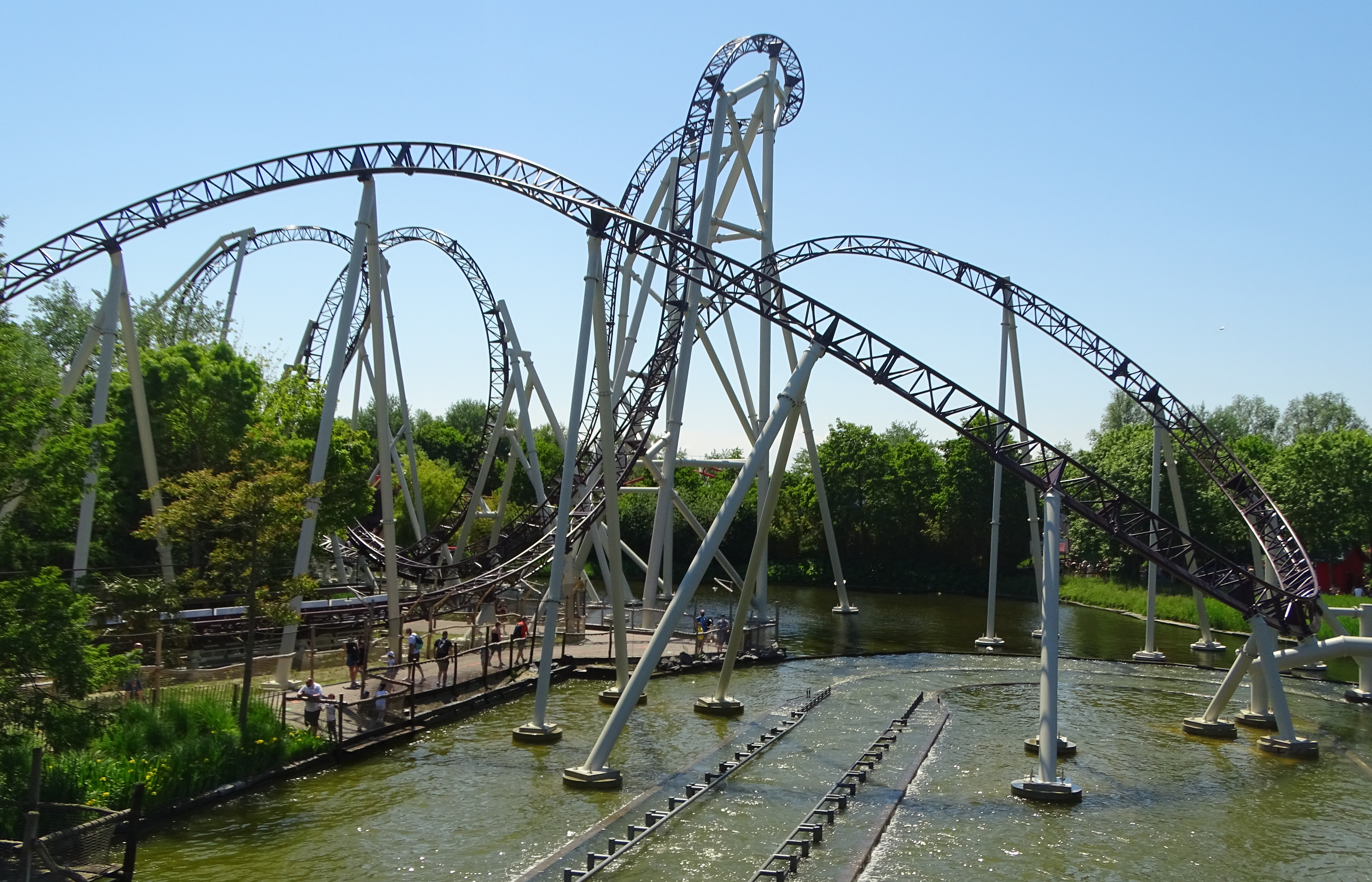
The Ride to Happiness

Em meio a crescente competitividade entre os parques europeus, os primeiros relatos de que o parque belgo Plopsaland De Panne estaria planejando a construção de uma nova montanha russa surgiram em meados de 2019. Em setembro do mesmo ano, foi confirmado que a atração seria uma Xtreme Spinning Coaster da fabricante alemã Mack Rides, modelo radical caracterizado por assentos que giram durante o percurso e que incluem inúmeras inversões, em um investimento de cerca de 15 milhões de euros. A construção começou de fato no ano seguinte.
Em 15 de janeiro de 2021, o Plopsaland De Panne enfim divulgou que a atração se chamaria The Ride to Happiness (O Passeio da Felicidade) e seria temática do festival Tomorrowland, tornando-se assim mais um ponto de interesse para os amantes do festival que visitam o país. A atração foi inaugurada oficialmente em 21 de julho de 2021 e conta com dois lançamentos (em que os carros são projetados para frente em alta velocidade e podem atingir 90 km/h), 33 metros de altura máxima, 920 metros de extensão e 6 inversões. Durante a experiência é possível escutar o Tomorrowland Hymn composto e regido por Hans Zimmer tocando na estação.